# Tristira magellanica
Tristira magellanica is een rechtvleugelig insect uit de familie Tristiridae. De wetenschappelijke naam van deze soort is voor het eerst geldig gepubliceerd in 1900 door Bruner.